# Herramienta

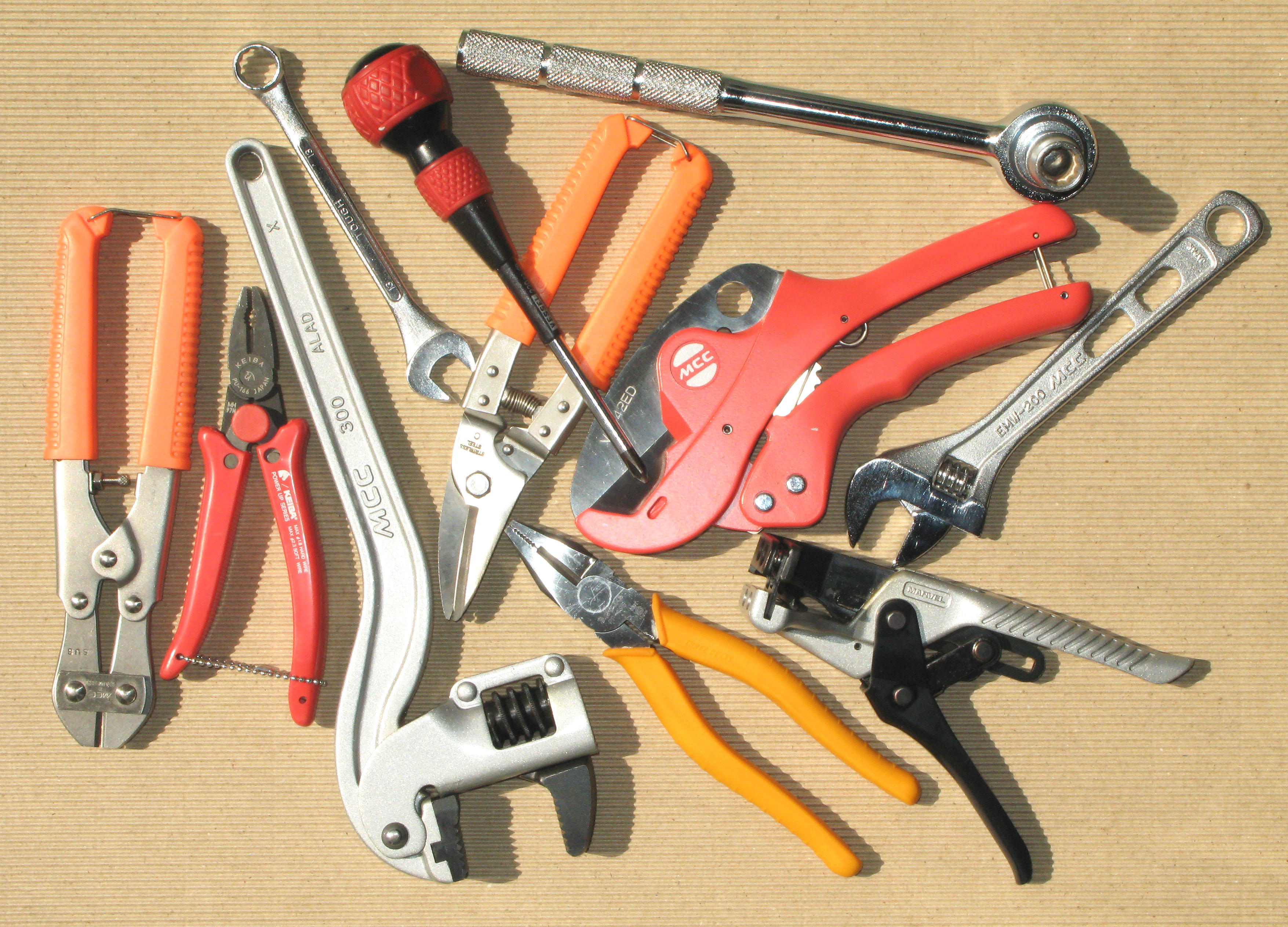
Herramientas manuales

Una herramienta es un objeto elaborado que sirve como extensión del cuerpo de quien lo usa, para permitir o facilitar una tarea mecánica que sin ella no se podría realizar, o sería muy difícil,  por falta de fuerza, movilidad, dimensiones, etc.
El término herramienta, en sentido tradicional, se emplea para referirse a utensilios resistentes (hechos de diferentes materiales, pero inicialmente se materializaban en hierro como sugiere la etimología), útiles para realizar trabajos mecánicos que requieren la aplicación de una cierta fuerza física.
En la actualidad la palabra herramienta abarca una amplia gama de conceptos y diferentes actividades (desde las herramientas manuales hasta las informáticas), pero siempre bajo la idea de que una herramienta es algo que se usa para facilitar la realización de una actividad cualquiera.

## Etimología
La palabra herramienta proviene del latín ferramentum, compuesta por las palabras ferrum, «hierro», y mentum, «instrumento». Esto se debe a que en sus inicios las herramientas eran usadas de forma mecánica y prácticamente todas ellas estaban hechas de hierro.

## Características de las herramientas

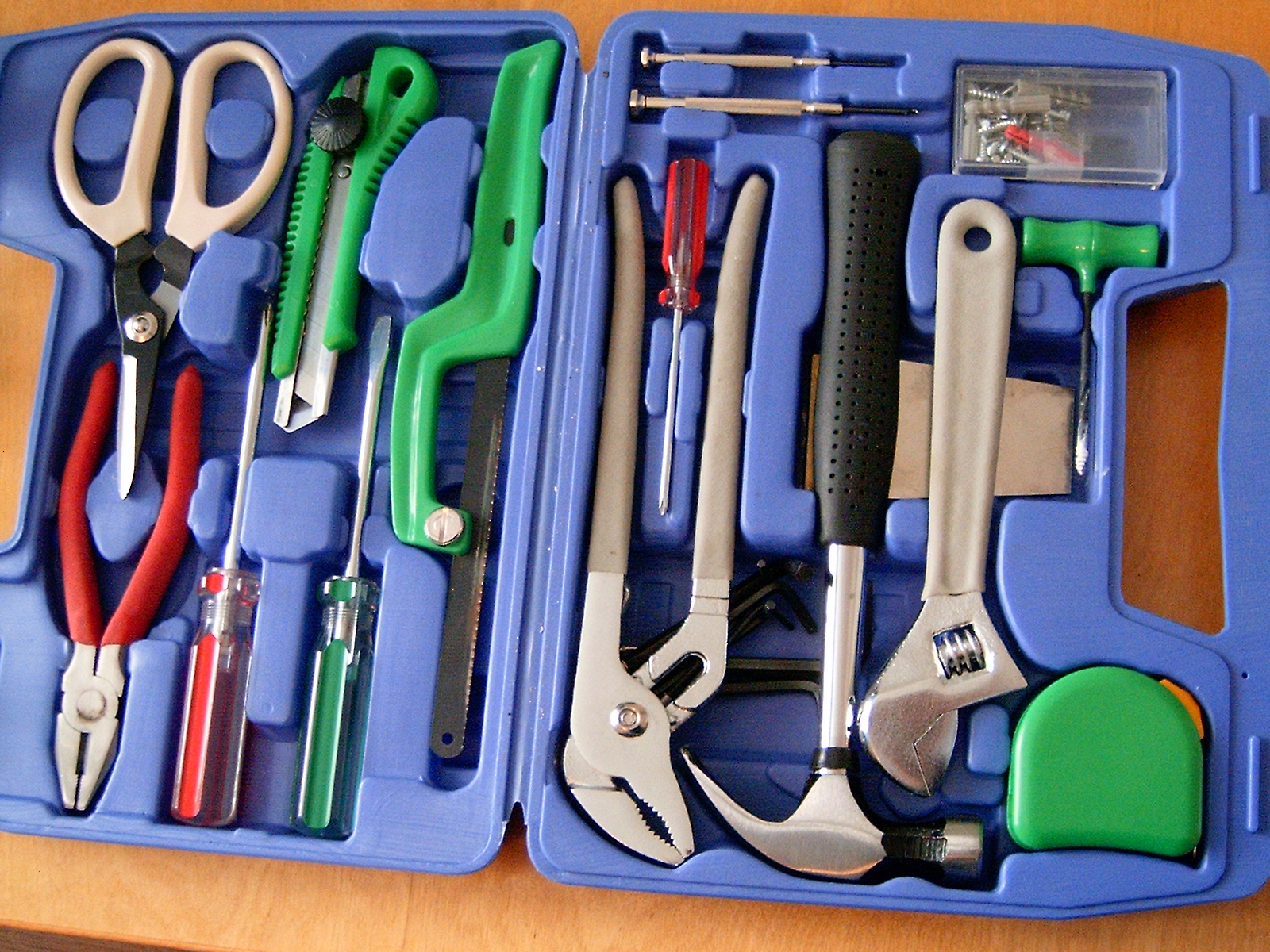
Una caja de herramientas, de Biltema.

Las herramientas se diseñan y fabrican para cumplir uno o más propósitos específicos, por lo que son artefactos con una función técnica.
Muchas herramientas, pero no todas, son combinaciones de máquinas simples que proporcionan una ventaja mecánica. Por ejemplo, una pinza es una doble palanca cuyo punto de apoyo está en la articulación central, la potencia es aplicada por la mano y la resistencia por la pieza que es sujetada. Un martillo, en cambio, sustituye un puño o una piedra por un material más duro, el acero, donde se aprovecha la energía cinética que se le imprime para aplicar grandes fuerzas.
Las herramientas se dividen en dos grandes grupos: manuales y mecánicas. Estas mismas se subdividen según su uso, como por ejemplo de medición, trazado, sujeción, corte, desbaste, golpe y maquinado. Las manuales usan la fuerza muscular humana (como el martillo), mientras que las mecánicas usan una fuente de energía externa, por ejemplo la energía eléctrica.

## Historia de las herramientas

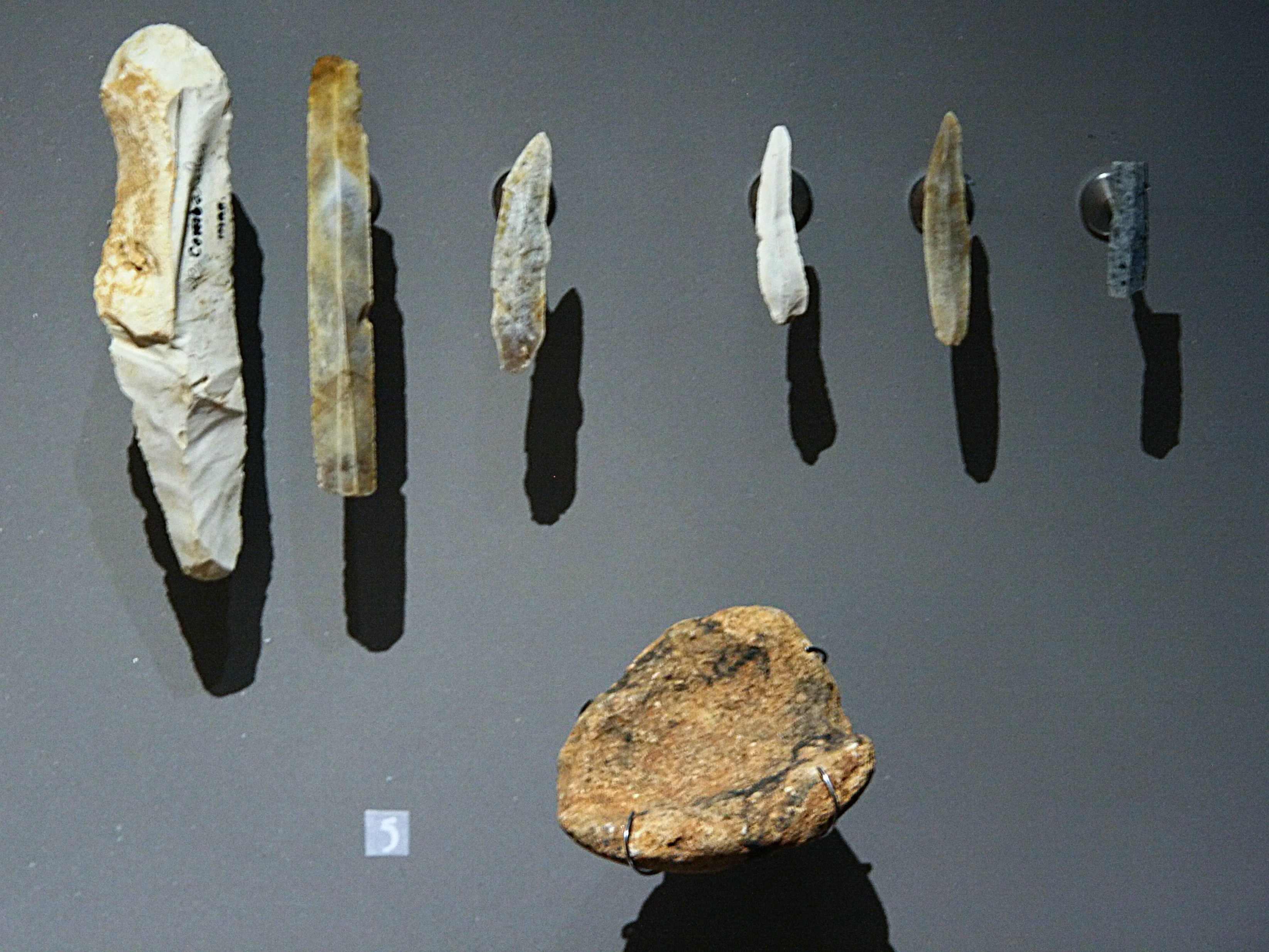
Herramientas prehistóricas de unos 10,000 años de antigüedad encontradas en la cueva de Les Combarelles en Francia

Al igual que el resto de los animales, los humanos primitivos usaban su cuerpo para conseguir lo que necesitaban: cavaban pozos, cortaban la carne con sus dientes, etc. 
Las primeras herramientas utilizadas por humanos primitivos fueron elementos que usó en su estado natural y que los encontró en su entorno, como piedras, huesos de animales y palos, que supo aprovechar como armas o medios defensivos.

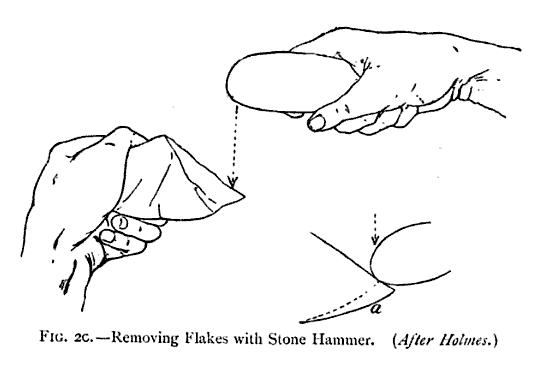
Fabricando una herramienta de piedra

Hace aproximadamente 3 000 000 de años, los humanos comenzaron a tallar piedras, golpeando con una dura a otra más blanda, como el sílex, por ejemplo, haciéndoles puntas de flechas para aprovecharlas como armas, o creándoles bordes filosos, que le permitieran cortar carne o madera. Así fueron apareciendo el cuchillo, el hacha, el serrucho y el torno. Con huesos de animales o espinas de pescados crearon las primeras agujas, usando como hilo fibras de plantas o tiras finas de cuero, que usaron para coser sus vestimentas.
Paulatinamente fueron mezclando sus inventos para crear otros más complejos, por ejemplo al mango del martillo se le agregó una piedra afilada en forma de sierra, y se creó la hoz, que le sirvió para recoger la cosecha.
Gracias a estos avances y combinaciones, hoy en día existe una amplia variedad de herramientas: lápices para escribir, gomas para borrar, cintas para correr, automóviles para movilizarnos más rápidamente, computadoras para escribir o conectarnos con el mundo, etcétera, que todas y cada una de ellas nos permiten realizar actividades de forma más fácil o simplemente nos permiten hacer cosas inimaginables hace algunos años atrás.

## Tipos de herramientas
A continuación veremos algunos de los distintos tipos de herramientas, su función y el funcionamiento de cada una de ellas. Se pueden categorizar las herramientas en función del tipo de trabajo que realizan: de montaje, sujeción, golpe, corte, unión y medición y trazo.

### Herramientas de montaje
- Los destornilladores, cuya función consiste en apretar o aflojar tornillos y su funcionamiento puede ser manual o mediante un motor eléctrico o neumático, pero en ambos casos la punta del desarmador debe ajustarse a la ranura del tornillo para evitar que se deforme. Esta herramienta puede soportar grandes esfuerzos de torsión, dependiendo de su tamaño y de la calidad del acero. Sin embargo debe seleccionarse el más adecuado.

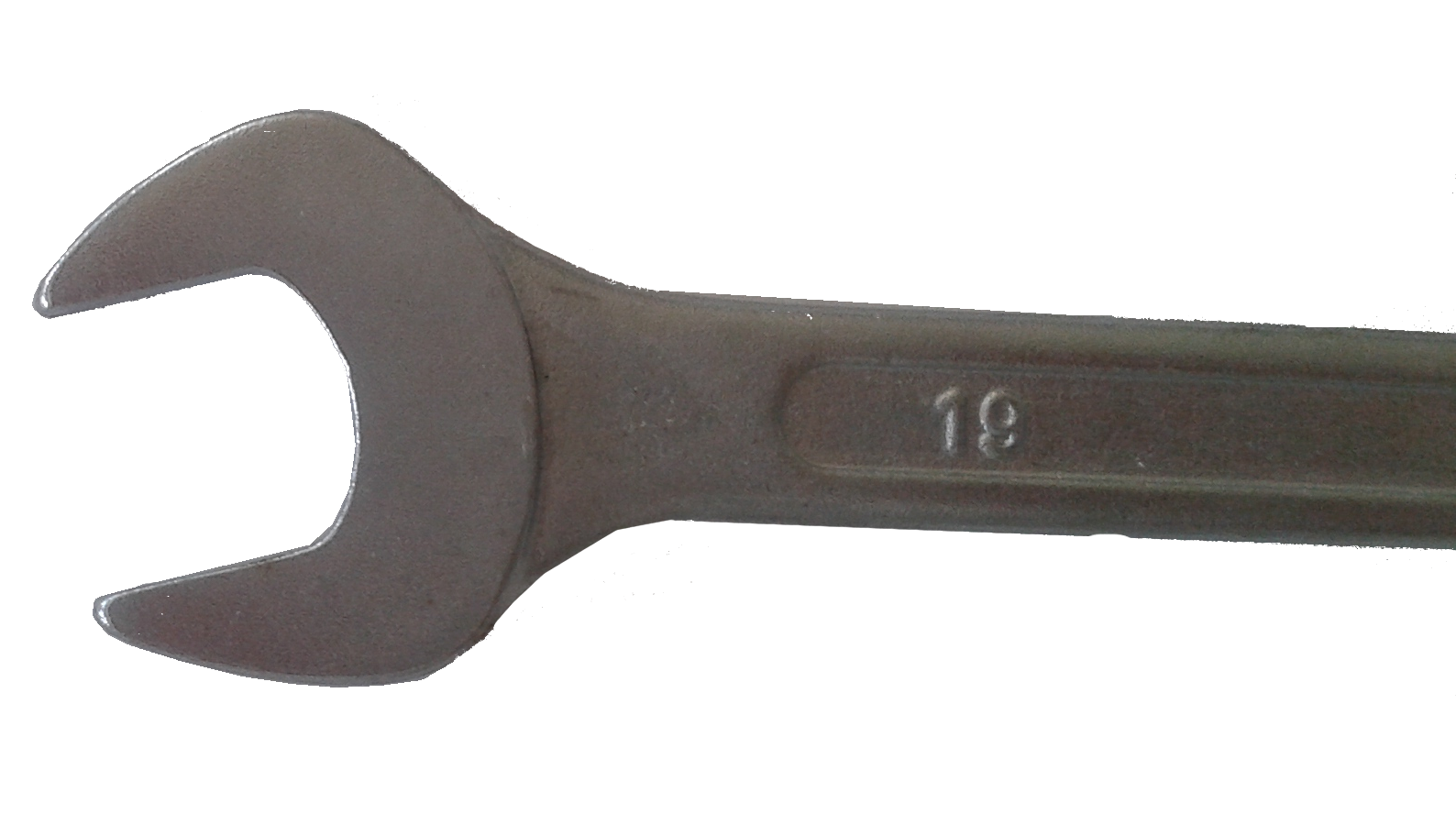
Llave fija

- Las llaves, que cumplen con la función de apretar o aflojar tornillos o tuercas de forma hexagonal, cuadrada o especiales. Estas pueden operarse de forma manual o por medio de un motor eléctrico o neumático pero, en cualquier caso, demanda que la boca fija o la adaptación de una llave ajustable coincida con la medida de la tuerca o cabeza del tornillo. Una vez que se selecciona la llave adecuada y es colocada, se hará girar para aflojar o apretar. En algunos trabajos de montaje y desmontaje se necesita que los tornillos y tuercas se aprieten con precisión, según las especificaciones del fabricante, para evitar deformaciones en los elementos de su mecanismo. Para esto se usa una llave dinamométrica. Las especificaciones se encuentran en el indicador graduado.
 Las llaves ajustables  pueden adaptarse a muchas medidas de tornillos o tuercas distintas y funcionan deslizando una o las dos mordazas. Para los tubos de diferentes diámetros se usa la llave para tubo, conocida también como stilson.

### Herramientas de sujeción
- Los tornillos de banco, que sirven para sujetar piezas que se van a cortar, limar, doblar, etcétera. El funcionamiento, en el caso de los tornillos, la pieza que se va a sujetar se coloca entre las mordazas y se gira el tornillo por medio de una palanca para cerrar las mordazas.

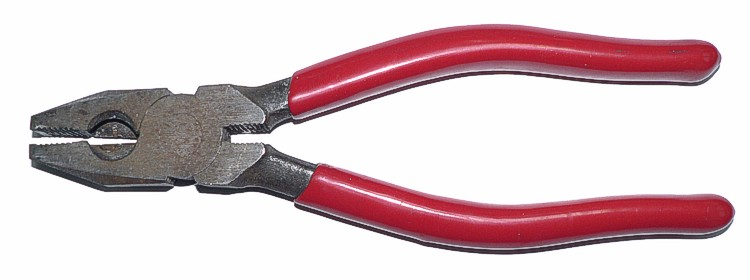
Pinza de electricista

- Las pinzas o tenazas,[8] cuya función es sujetar piezas y su funcionamiento es el siguiente: La pieza se toma con las mordazas y por el otro extremo se aprieta o sujeta. Algunas pinzas, además de sujetar, sirven para estirar, doblar y cortar cables y alambres; otros, como las de los electricistas están aisladas por el lado contrario al de las mordazas. Las de extensión se ajustan a diferentes dimensiones. Las mismas no se deben usar para apretar o aflojar tornillos ni tomar piezas templadas o cementadas; pues en el primer caso destruimos los hexágonos o cuadrados de las tuercas, y en el segundo, dañamos la mordaza. Una regla muy importante es que las pinzas deben estar libres de grasa o aceite a la hora de operarlos.

### Herramientas de golpe o percusión
Las herramientas de golpe o percusión son empleadas para golpear objetos como: el martillo, el mazo, etc. Estas incluyen las siguientes herramientas:

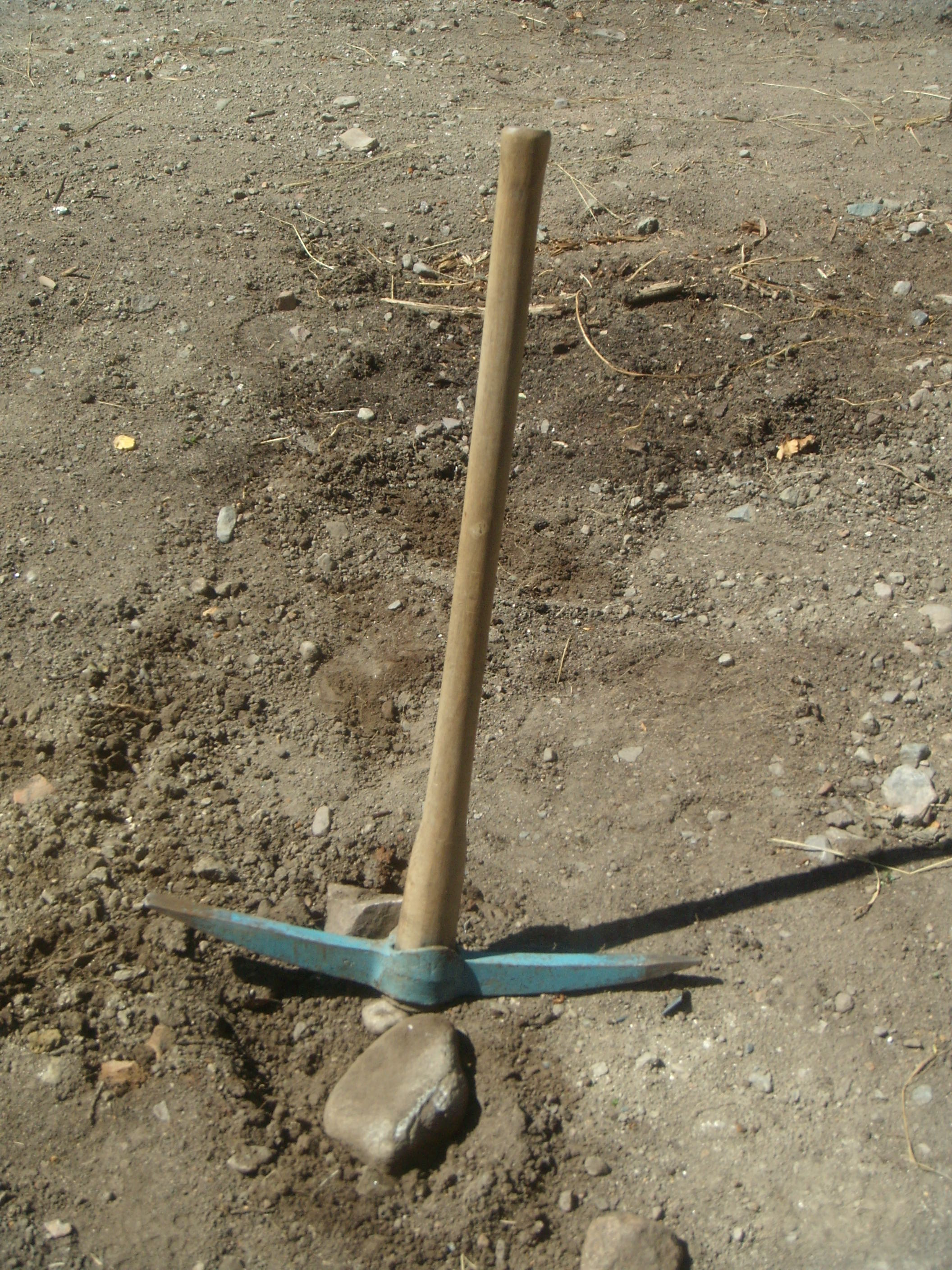
Pico

1. el martillo de mano
2. el pico
3. la bola de demolición
4. la mandarria
5. el mazo
6. troquel
7. martillo neumático

### Herramientas de corte
Existen distintos tipos:
- La lima, que sirve para desbastar, ajustar y pulir superficies metálicas, plásticos, madera, etc. Estas son herramientas de corte y éstas son hechas con pequeños dientes (picado) colocados en las caras del cuerpo o de la lima. Las limas se clasifican por su picado: este puede ser sencillo, cuando sólo tiene una hilera de dientes, o doble, cuando tiene dos hileras de dientes. Estos pueden estar grabados con diferentes profundidades, por lo que reciben distintos nombres: gruesa, bastarda, fina o escofina. Las limas también se clasifican por su forma en tablas, redondas, triangulares, cuadradas y otras que se usan en trabajos muy especializados, como en el de ajuste de banco, en la hojalatero y en la relojería.

- Las sierras, cuya función consiste en cortar materiales suaves con desprendimiento de viruta. Su operación puede ser manual o por medio de un motor eléctrico , pero, en cualquier caso, son hojas de acero de diferentes tipos y tamaños. Se usan para cortar diferentes tipos de maderas, así como plásticos, laminados, láminas acanaladas de fibra de vidrio etc. Entre ellas se encuentra la sierra de calar
- La segueta, la cual corta materiales con desprendimiento de viruta. Esta es un arco de fierro que tiene un soporte para operarse y dos tornillos con mariposa para recibir la segueta y tensarla. Esta es una hoja de acero con dos orificios en sus extremos, con los cuales se acopla el arco, y en un canto tiene una hilera de dientes que están inclinados para un lado y otro. Estos se conocen como triscado, y sirven para que la hoja no se atasque en la ranura, y no se corra el riesgo de que la segueta se rompa. Al operar el arco con segueta los dientes se deben orientar hacia el lado opuesto del soporte, el arco se empuña con ambas manos y se hace el avance de corte hacia adelante, aplicando presión contra la pieza, y al retroceder se suprime la presión. Al iniciar el corte se recomienda que un tramo pequeño de dientes empiece el corte, orientándose con la uña del pulgar de la mano izquierda. Una vez inclinado el corte se continúa manteniendo un ritmo sin acelerar demasiado. Se recomienda 35 ciclos por minuto. La selección del número de dientes de la segueta debe estar en función del espesor del material que se vaya a cortar y el tipo de este.

- El cepillo de madera corta y sirve para ajustar madera. Su operación puede ser manual o a través de un motor eléctrico pero en cualquier caso es una cara rectificada de madera o fundición gris. Tiene una hoja que desprende virutas. El operario según sus necesidades va dando forma a la pieza. Se debe añadir que la garlopa es igualmente un cepillo de madera pero más grande.

- Los cincel y formones sirven para desprender pequeños fragmentos de material. Son de acero de forma hexagonal, en la que se conforma la punta y se templa el filo. Presenta ángulos de corte de 60 o 70° y en el otro extremo del filo tiene una reducción, que es con la que se golpea. Los tipos de cincel dependen de la forma de su filo (recto, redondo, estrella) y a su tamaño. Al usar un cincel se puede golpear con martillo o como punta de martillo neumático y se deben escoger pequeñas porciones de material. La inclinación para cortar con el cincel es muy importante y depende del tipo de material. El cortacaliente es una herramienta para cortar materiales a altas temperaturas en estado pastoso. No olvides usar las gafas de protección si vas a trabajar con cinceles u otra herramienta.

- Las brocas y sacabocados se usan para barrenar materiales, es decir, cortar en círculos. Es un cilindro de acero en el que se ha labrado una ranura helicoidal y que termina en un cono, el cual presenta un filo. Las brocas se pueden clasificar por su diámetro (Fi), por el tipo de vástago cilíndrico y cónico y por el tipo de material que se va a cortar. Estos pueden ser: fierro, acero inoxidable, concreto, ladrillo, vidrio, etcétera. En la nomenclatura de la broca podemos destacar los siguientes nombres: el punto, que es el que inicia el barrenado; los gavilanes son las aristas de corte; el margen, que es la única parte de la broca que entra en contacto con las paredes del barrenado, de esta forma se evita el calentamiento y va rectificando; las dos ranuras helicoidales sirven para lubricar el corte y permitir que salga la viruta; el vástago, ya sea el cónico o recto, es para que la broca sea sujetada. El filo de la broca está en función de la dureza de los materiales que se vayan a barrenar.

- El taladro que hace girar las brocas para que estas corten. Su operación puede ser manual o por medio de un motor eléctrico o un dispositivo neumático. Su mecanismo generalmente e compuesto por una flecha. Esta tiene un lado sujetador de brocas (chock) o conos; y por el otro un juego de engranes o un tren poleas y banda o el dispositivo neumático, y.

- Las tijeras, instrumento el cual corta sin desprendimiento de material. Se emplea para cortar lámina, cartones, telas, plásticos, laminados, etc. Está formado por dos cuchillas de corte, unidas por el centro con un tornillo con tuerca. Existen en el mercado de diferentes tipos y acciones

### Herramientas de unión
- Los sopletes y cautines sirven para unir piezas en un proceso de fabricación. Su operación es manual. En el caso de los sopletes proporciona calor directamente a la pieza o bien a través de un cautín para lograr una soldadura blanda (falsa). En los cautines eléctricos se emplea una resistencia para generar calor. Estos cautines generalmente se usan para soldar alambres de cobre o elementos electrónicos.
- La pistola de silicona, ya sea para aplicarlo en estado pastoso y sólido, sirve para unir una enorme variedad de materiales. En el caso de las barras sólidas la pistola tiene una resistencia que sirve para fundirlas.
- También entre las herramientas de unión se podría considerar a los tornillos y clavos, y a su respectivo desatornillador y martillo, ya que sirven para unir objetos (aunque sea solo temporalmente), por medios mecánicos.

### Herramientas de medición
Finalmente encontramos los instrumentos de medición y trazado, los cuales se usan con la finalidad de trazar, diagnosticar y comprobar proporciones de un proceso de diseño, de fabricación, de control, de investigación, y mantenimiento. 
Las actividades de medición consisten en comparar una magnitud con otra de valor conocido, y lo que se mide son longitudes (largo, ancho y alto), ángulos y profundidad de un objeto técnico; o bien se hacen mediciones eléctricas, electrónicas y de rendimiento de un motor. 
Las medidas que se obtienen de esta actividad no son del todo exactas, debido a la precisión de los instrumentos, es decir, el tipo de estos. No es lo mismo medir con una regla que nos da precisiones de milímetro a un vernier que nos mide en décimas de milímetro. Otro factor que puede afectar la precisión de las mediciones es la experiencia del operario que emplee los instrumentos. 
Los sistemas de medición que se usan son el métrico decimal y el inglés. Para trasladar medidas nos valemos de los compases: puntas (interiores y exteriores) y, en ángulos, con una escuadra falsa. El trazo consiste en trasladar los datos de la representación gráfica de un proyecto a una pieza, para posteriormente preformarla y conformarla. Para llevar a cabo esto se necesita un manual, reglas, escuadras, compás de vara, gramil y rayador.
funcionamiento.
Un nivel es un instrumento de medición utilizado para determinar la horizontalidad o verticalidad de un elemento

## Empleo de herramientas por parte de animales no humanos

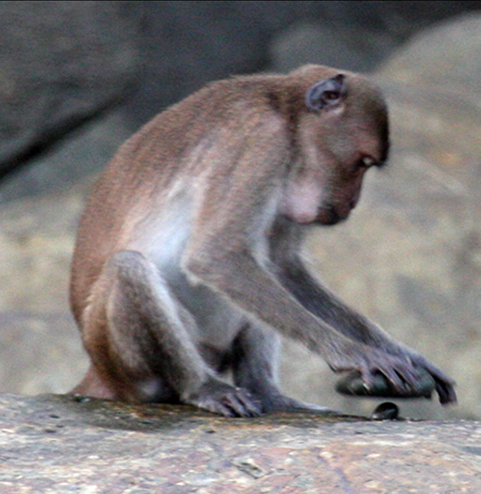
Macaco cangrejero utilizando una piedra como herramienta.

Artículo sobre el tema, Uso de herramientas por animales
Hay definiciones del ser humano que mencionan explícitamente la fabricación de herramientas como una actividad exclusivamente humana que no está al alcance de otros seres. De ahí que cuando la primatóloga Jane Goodall  le comunicó a Louis Leakey que había observado a un chimpancé "pescando" termitas con una ramita, su mentor contestara: "Ahora, debemos de redefinir al hombre, redefinir las herramientas o aceptar a los chimpancés como humanos!"  Tal vez sean mayoría quienes se inclinaron por cambiar el concepto de herramienta, pero desde entonces este comportamiento se ha podido documentar no sólo en muchos otros primates, sino también en aves e incluso en cefalópodos. 
Recientemente, se observó a un cerdo verrugoso de Bisaya usando un palo para cavar un hoyo en el suelo en un zoológico francés.